# 亚美尼亚—伊朗关系
亚美尼亚和伊朗是陆地邻国。亚美尼亚曾一度为伊朗占领，但后来先后各有一半被奥斯曼帝国和沙俄夺走。两国的宗教信仰和意识形态迥然不同，但出于地缘政治考量，两国是关系密切的战略盟友。
亚美尼亚和伊朗没有领土纠纷，在伊朗，亚美尼亚人是重要的少数民族团体。伊朗议会里给少数宗教族群保留的5个席位中有2个分配给了亚美尼亚人。
两国的历史纽带的一大表现在于许多亚美尼亚老教堂如今坐落在伊朗境内，比如圣赛迪斯修院，两国因而共享许多旅游资源。

## 背景

### 古典时期
公元前6世纪，乌拉尔图王国被米底王国所灭，米底王国开始了在亚美尼亚的治理，后来米底王国又被波斯第一帝国（阿契美尼德王朝）所取代。在此期间的亚美尼亚设有亚美尼亚总督区，并由奥龙特王朝管理统治。亚美尼亚人也帮助波斯帝国参与了波斯希腊战争。直到公元前331年，亚历山大大帝击败了波斯帝国，奥龙特王朝改向亚历山大大帝和他的继业者效忠，并继续了自己的统治。然而，在波斯帝国期间，奥龙特王朝经常和皇室通婚，尽管亚历山大和继任者带来的希腊化势不可挡，波斯文化此后继续保持了在亚美尼亚的优势地位。
前2世纪，安息帝国击败了继业者塞琉古帝国，亚美尼亚一度成为安息帝国和罗马帝国之间的缓冲区，并建立了强大的独立国家，但后来罗马和安息又开始重新争夺亚美尼亚，安息一度将王室分支分封于亚美尼亚，并建立了一个亚美尼亚的安息王朝。波斯文化因而延续了在亚美尼亚的影响力。公元3世纪，波斯第二帝国（萨珊王朝）取代安息帝国，并继续统治东亚美尼亚地区。
但是这时，亚美尼亚的安息王朝向亚美尼亚引入了基督教，这引发了亚美尼亚人对波斯—祆教文化的态度转变。到了5世纪中期，亚美尼亚的基督徒军队发起了反抗波斯文化的阿瓦拉尔战役，并保障了亚美尼亚基督教文化的独立性。

### 中世纪
7世纪间，东罗马与波斯萨珊帝国之间的战争使双方都变得疲惫，阿拉伯势力却随伊斯兰教一同兴起，并完成了对伊朗的征服。伊朗人逐渐接受了伊斯兰化，但亚美尼亚人却在东罗马的支持下继续抵抗并保持了基督教文化。11世纪，伊朗的塞尔柱帝国征服亚美尼亚，部分亚美尼亚人逃亡到今属土耳其的奇里乞亚建立奇里乞亚亚美尼亚王国。伊朗对亚美尼亚的再下一次统治是16世纪的波斯第三帝国（萨非王朝）。

### 近代
16世纪，奥斯曼土耳其与萨非王朝不断争夺亚美尼亚，1555年阿马西亚和约，两国决议东西分治亚美尼亚，此后伊朗继续统治东亚美尼亚直至伊朗崇高国时代。1828年，俄罗斯打败伊朗崇高国，签订土库曼恰伊条约，将东亚美尼亚割让俄国，从此伊朗结束了对亚美尼亚的统治。伊朗对亚美尼亚的多次统治，使得亚美尼亚可以被视为大伊朗的一部分。

## 历史

### 苏联时代
1920年，短暂独立的亚美尼亚民主共和国在土耳其和苏俄的双重压力下接纳了布尔什维克政权，成立了亚美尼亚苏维埃社会主义共和国，加入了外高加索联邦，并于1922年随外高加索一道创立苏联。在同一时期，原本的伊朗卡扎尔王朝（伊朗崇高国）也被军官礼萨汗推翻，他随后通过议会得到授权建立了新的巴列维王朝（伊朗王国）。苏联在伊朗的内部和外部事务上有强大的影响力。:81

### 亚美尼亚独立
伊朗于1991年12月25日承认亚美尼亚独立，是第一个承认亚美尼亚独立的国家，两国于1992年2月9日正式建交。

### 纳卡问题
亚美尼亚和阿塞拜疆自近代以来第一次独立开始就在争夺纳卡地区。此后，苏联一度试图调和了两国的冲突数十年。
但苏联并未能彻底终结两国的冲突，早在苏联解体前的80年代末期，还是同为苏联加盟国的苏亚美尼亚和苏阿塞拜疆政府就为纳卡地区发生过军事冲突，许多纳卡地区的亚美尼亚人曾请愿将纳卡地区划入亚美尼亚。
苏联解体后，新成立的亚美尼亚共和国以及阿塞拜疆共和国因为纳卡地区多次发生战争。俄国、土耳其和伊朗等国先后介入了冲突。
此时的伊朗已成立伊斯兰共和国，1992年伊朗总统拉夫桑贾尼试图调停战争，在亚美尼亚和阿塞拜疆进行了多次穿梭外交后，5月7日，伊朗邀请阿塞拜疆代总统亚古布·马梅多夫和亚美尼亚总统列翁·捷尔-佩特罗相在德黑兰举行双边会谈。阿亚双方签署了德黑兰公报，但次日亚美尼亚旋即攻占舒沙，调停失败。
伊朗曾一度为阿塞拜疆提供支援，并试图调停两国冲突，但此后阿塞拜疆总统埃里奇别伊的大阿塞拜疆主义疏远了两国关系，阿塞拜疆领导层因为泛突厥思想开始反对伊朗，并指责伊朗为亚美尼亚提供援助。伊朗此后开始支持亚美尼亚的领土诉求。

## 互设机构

### 亚美尼亚
- 驻伊朗大使馆（驻地德黑兰）

### 伊朗
- 驻亚美尼亚大使馆（驻地埃里温）

- 驻卡潘领事馆